# 懷特塞德縣 (伊利諾伊州)
怀特塞德县（英語：Whiteside County）是美國伊利諾伊州西北部的一個縣，西隔密西西比河與愛阿華州相望。面積1,805平方公里。根据美國2000年人口普查，共有人口60,653人。縣治莫里森（Morrison）。
成立於1851年12月30日，縣政府成立於1840年。縣名紀念伊利諾伊州志願軍團准將、州議員薩穋爾·懷特塞德。